# Alfred’s Castle

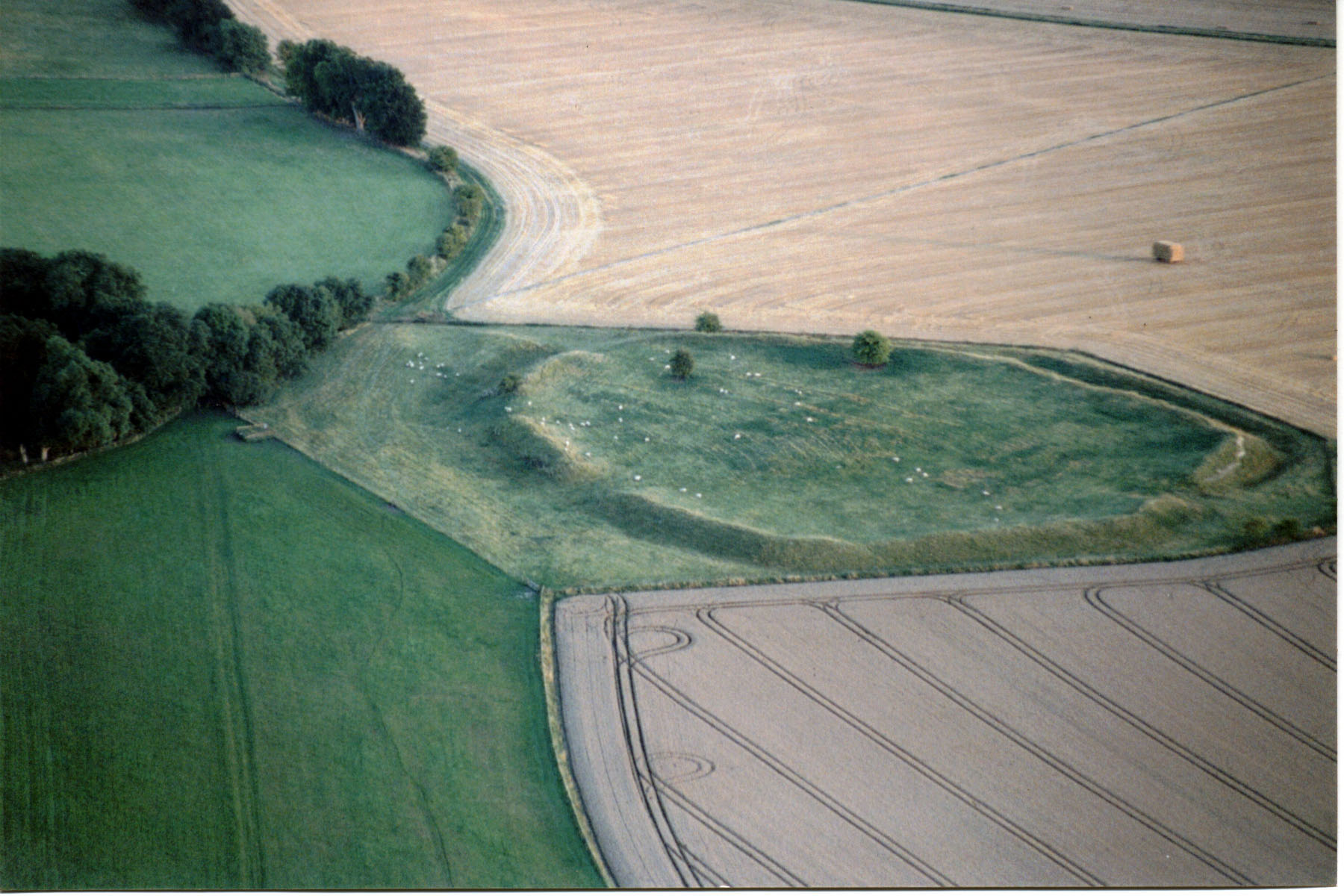
Blick auf Alfred’s Castle von Norden

Alfred’s Castle ist eine kleine Wallburg aus der Eisenzeit, die hinter Ashdown Park im Dorf Ashbury in der englischen Grafschaft Oxfordshire (früher: Berkshire) liegt. Die Burg liegt 2–3 km südlich des Ridgeway und gilt als Scheduled Monument.
Unmittelbar daneben liegt eine große Einfriedung, die sich als Bewuchsmerkmal abzeichnet. Ausgrabungen haben gezeigt, dass diese zur selben Zeit wie die kleine Einfriedung entstanden ist, deren Bau im 6. Jahrhundert vor Christus begonnen hat. Die Wallburg wurde innerhalb einer Reihe linearer Gräben der späten Bronzezeit errichtet und es finden sich viele Nachweise einer Besiedelung darin. Ende des 1. Jahrhunderts nach Christus wurde ein romano-britischer Bauernhof in der aufgegebenen vorgeschichtlichen Einfriedung gebaut.
König Alfred errang in der Schlacht von Ashdown 871 einen großen Sieg gegen die Dänen. Da die Burg unmittelbar westlich des Ashdown House liegt, brachten viktorianische Historiker Alfred’s Castle mit den Bewegungen der Truppen des Königs vor der Schlacht in Verbindung. Der genaue Ort, an dem Alfreds Schlacht stattgefunden hat, ist noch nicht eindeutig bestimmt; daher gibt es darüber fortgesetzte Diskussionen. Die wahrscheinlichsten Orte sind die Dörfer Compton und Aldworth in Berkshire.
In den Jahren 1998–2000 wurden in Alfred’s Castle von Archäologen der University of Oxford Ausgrabungen durchgeführt und die anschließende Analyse der Ergebnisse wurde 2014 veröffentlicht. Zwischenberichte sind auf einer Website der Universität veröffentlicht.